# Wolfgang Breitwieser
Wolfgang Breitwieser (* 24. Oktober 1934; † 21. Dezember 2000 in Fürth) war ein deutscher Übersetzer aus dem Englischen.

## Leben
Neben seinem Beruf als Gymnasiallehrer am Melanchthon-Gymnasium Nürnberg war Breitwieser als Übersetzer tätig. Vor allem nach seiner Pensionierung begann seine späte Karriere als Übersetzer aus dem Englischen und aus romanischen Sprachen. Seine Übertragung der Lyrik von John Donne unter dem Titel Erstürme mein Herz. Elegien, Epigramme, Sonette für den Verlag Neue Kritik wurde von der Darmstädter Literatur-Jury zum Buch des Monats November 2000 gewählt.

## Werke (Auswahl)
- William Wordsworth, Samuel Taylor Coleridge. Gedichte. (= Englische Lyriker, herausgegeben von Alexander von Bernus.) Zweisprachige Ausgabe. Deutsch von Wolfgang Breitwieser. Verlag Lambert Schneider, Heidelberg 1959.
- Dante Gabriel Rossetti und Christina Georgina Rossetti. Gedichte und Balladen. Übertragen von Alexander von Bernus und Stefan George (Dante Gabriel Rossetti) und Wolfgang Breitwieser (Christina Georgina Rossetti). Verlag Lambert Schneider, Heidelberg 1960.
- John Donne: Hier lieg ich von der Lieb erschlagen. Zweisprachige Ausgabe. Deutsch von Wolfgang Breitwieser. Verlag Neue Kritik, Frankfurt am Main 2000.
- John Donne: Erstürme mein Herz. Elegien, Epigramme, Sonette. Deutsch von Wolfgang Breitwieser. Verlag Neue Kritik, Frankfurt am Main 2000.